# Гуцульська кераміка

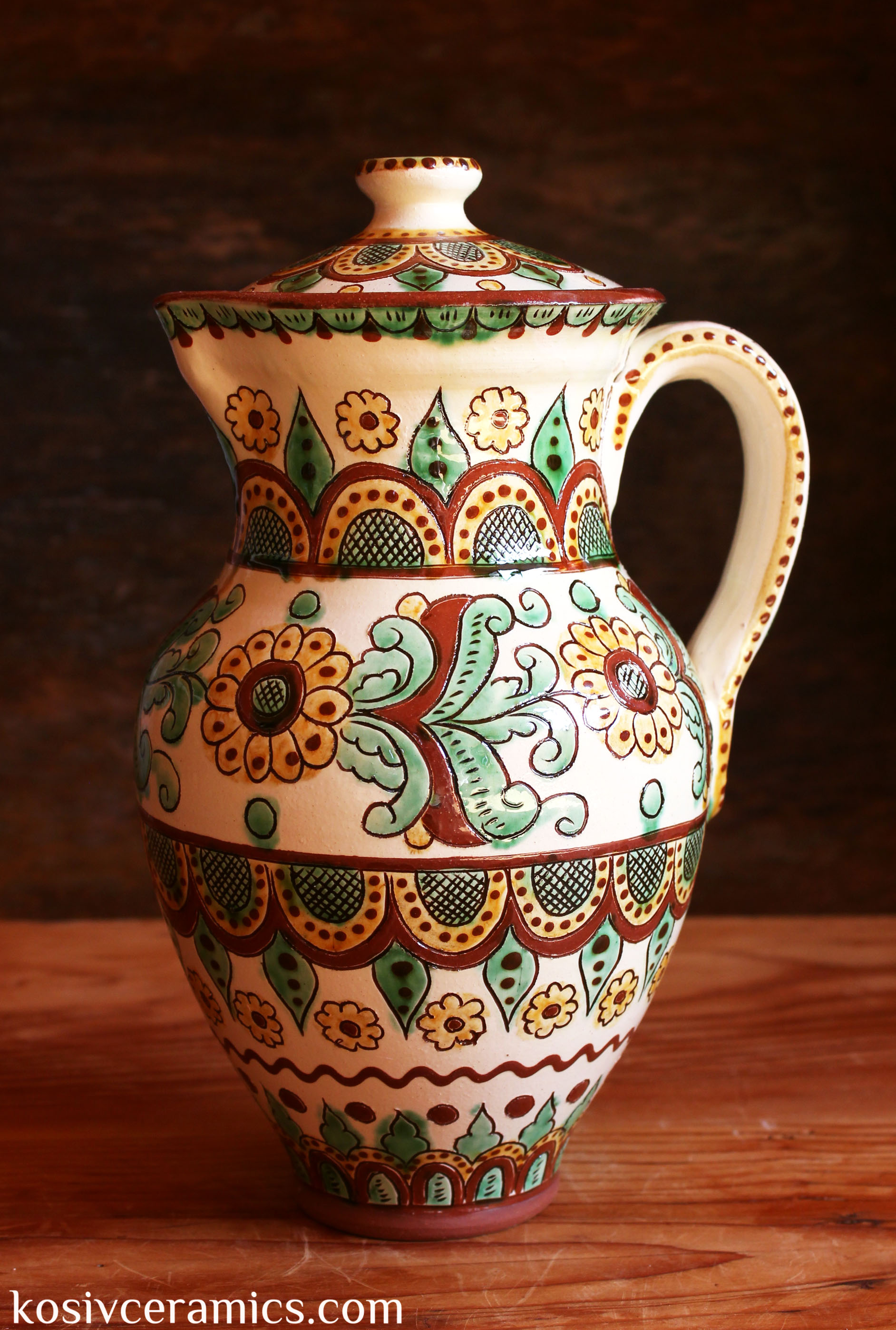
Гуцульська кераміка — глечик з кришкою. Майстерня "Кераміка сім'ї Троць"

Гуцу́льська кера́міка — традиційний народний гуцульський промисел, один з видів кераміки. Гончарні вироби: різноманітний посуд, дитячі забавки, сувеніри, пічні кахлі, декоративні плитки.

## Термінологія
Найбільш поширеним для позначення даного різновиду гончарства є термін «гуцульська кераміка», її зазвичай локалізують в Косові, Пістині та навколишніх селах, нерідко також в Кутах та Коломиї. Часто гончарство Кут та Коломиї через характерні відмінності від косово-пістинських виробів виділяють в «покутську кераміку», зокрема Галина Івашків до покутської також відносить гончарство Снятина, Тлумача, Тисмениці та ще з десятка осередків.
Польські дослідники натомість схильні називати всю кераміки як Гуцульщини, так і Покуття «покутською». Тадеуш Северин тенденційно стверджував що українські майстри виготовляли лише димлені й теракотові вироби, а мальована начебто була «продуктом польських гончарів», зокрема до поляків зараховувалися родина Баранюків, Олекса Бахматюк та Петро Кошак. Це було неодноразово спростовано українськими вченими, проте й далі поширено в польському мистецтвознавстві.

Найзначнішими осередками вважаються Косів та Пістинь, Кути, Коломия. Косівська кераміка вирізняється складною технологією виготовлення та особливими малюнками. Традиційно до косівської кераміки включають також кераміку села Пістинь, яка нічим не відрізняється від косівської.
Натомість в кутській більш присутні геометричні форми, а також значно інтенсивніше використовується синій колір.

## Історія

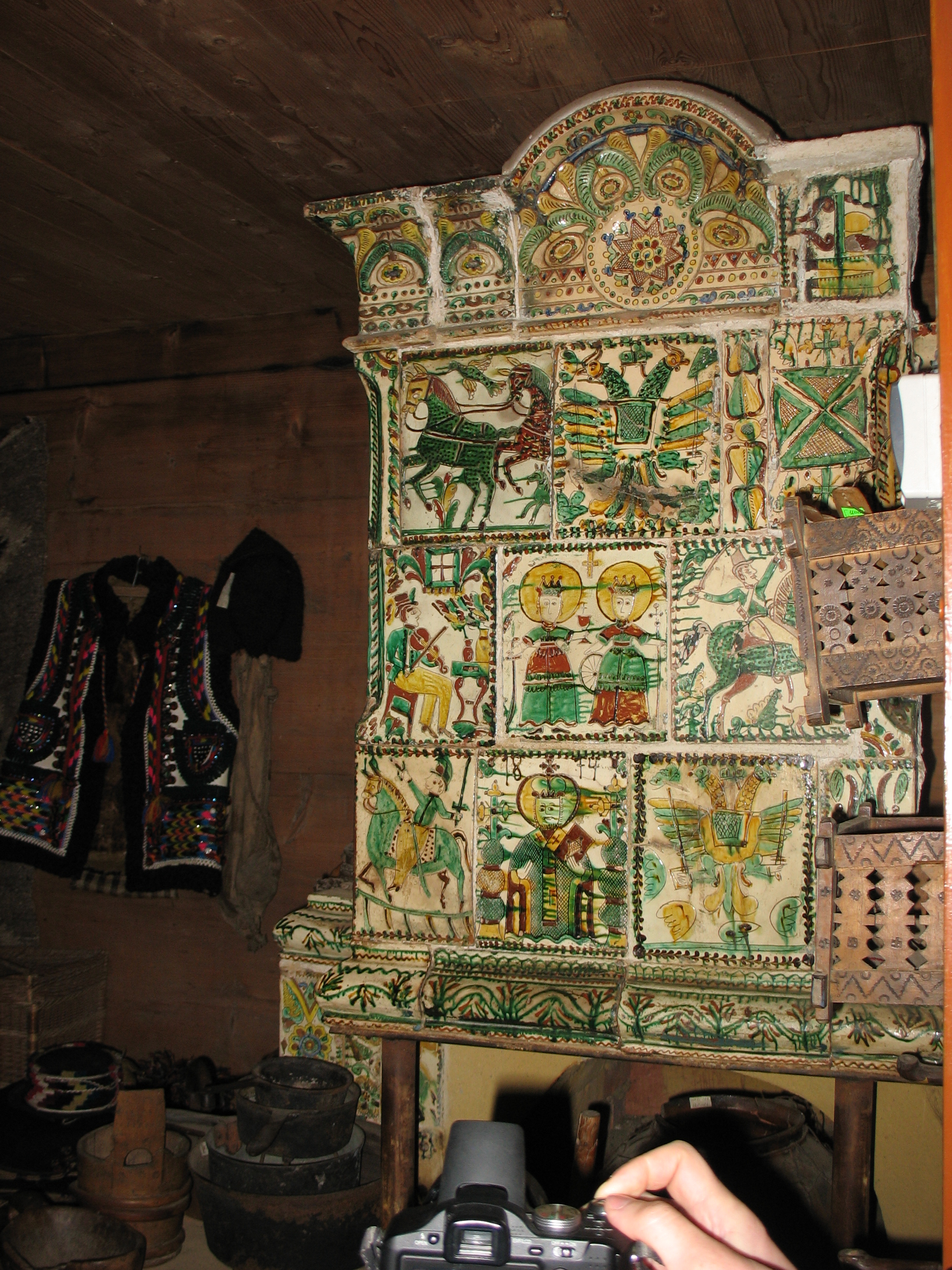
Гуцульська груба, обкладена кахлями 1874 р. Музей Івана Франка в с. Криворівня Івано-Франківської обл.

Становлення гуцульської кераміки відбувалося у XV ст. і продовжує свій розвиток донині. Найвідомішою стала косівська кераміка, що отримала свою назву від місця її створення — міста Косова (Івано-Франківська область). Околиці Косова багаті на глину. Тож гончарство тут розвивалось з давніх часів. У багатьох селах Гуцульщини основним ремеслом було гончарство, що дозволило місцевим майстрам швидко розвинутись та набути свого особливого, унікального стилю. Цей стиль розвивався, утворюючи нові види техніки виготовлення та розпису.
Гуцульські майстри виробляли горщики, глечики, миски, горнятка — весь необхідний домашній посуд. Але ужитково-декоративна кераміка, якою ми знаємо її сьогодні, зароджувалась десь наприкінці XVIII — початку XIX століть. Це були здебільшого підсвічники та кахлі. Кахлеві печі косівського виробництва охоче ставилися не лише на Гуцульщині, а й у Румунії та Угорщині. Найдавніші косівські кахлі зберігаються у музеях Бухареста та Відня. Гончарні вироби оздоблювались полив'яними малюнками різного виду: стилізованими зображеннями квітів, дерев, тварин (коня, оленя, ведмедя, птахів), різноманітних людських типів (мисливець, вояк, поштар, музика тощо), святих (найчастіше св. Юрій та св. Миколай). Нерідко на кахлях змальовували цілі побутові сценки.
Імена гончарів XVIII ст. залишаються невідомими. А в першій половині XIX ст. знаними майстрами гончарної справи були: Іван Баранюк, Петро Гавришів, Петро Кошак, Олекса Бахметюк. Їхня творчість була і назавжди залишиться унікальним явищем у нашому народному мистецтві. Але на цьому гуцульська, зокрема косівська, кераміка не припинила свого розвитку.

## Технологія виготовлення
Розпис був важливою частиною роботи. Техніка виготовлення гуцульської кераміки — «ритування» або «гравіювання» — це розпис покритого білою глиною і підсушеного виробу. Після першого випалювання у гончарній печі на виріб наноситься розпис зеленою, коричневою, жовтою, рідше синьою фарбами (білої глазурі у них ніколи не було, лише білий ангоб — до випалювання). Виріб покривається прозорою глазур'ю і випалюється вдруге. Така техніка є унікальною і єдиною у світі.

## За нашого часу
За останні десятиліття стрімко відроджуються традиції орнаментики давніх майстрів. В орнамент майстрів нині, як і в минулому, вплітаються рослинні елементи, а також зображення птахів і звірів. Популярними стали сюжетні композиції, які відображають життя гуцульського народу.
Мистецтво гуцульської кераміки дійшло до наших днів у незліченній творчості багатьох форм, орнаментів, технологічних засобів, що привело до утворення великої школи художнього розпису глини — однієї з найяскравіших перлин українського народного мистецтва.
У Косові традиції гуцульської кераміки з успіхом продовжують сучасні майстри-гончарі. У творчій майстерні «Кераміка сім'ї Троць» Ігор, Христина та Марія-Тереза Троць працюють над посудом та декоративними виробами для оздоблення інтер'єру, а також експериментують з новими малюнками та формами.

## Відомі майстри

### Косівські та пістинські
- родина Рощиб'юків
- Цвілик Павлина Йосипівна
- Бахметюк Олекса
- Абашин Василь Олександрович
- Тим'як Марія Михайлівна
- Іван Баранюк
- Петро Гавришів
- Бейсюк Оксана
- Ігор, Христина та Марія-Тереза Троць
- Сім'я Чорних
- Роман та Людмила Якібчук
- Сім'я Трушик

### Кутські
- Ян (Іван) Брошкевич та його сини Степан та Микола
- Стефан, Антон, Петро, а також Томаш та Петронела Наппи
- Павло, Станіслав та Антоній Влас
- Михайло Волощук
- Антон та Микола Чешньовські
- Михайло Угринюк
- Тетяна Березюк

### Коломийські
- Войцех та Кароль Словіцькі

## Фотографії

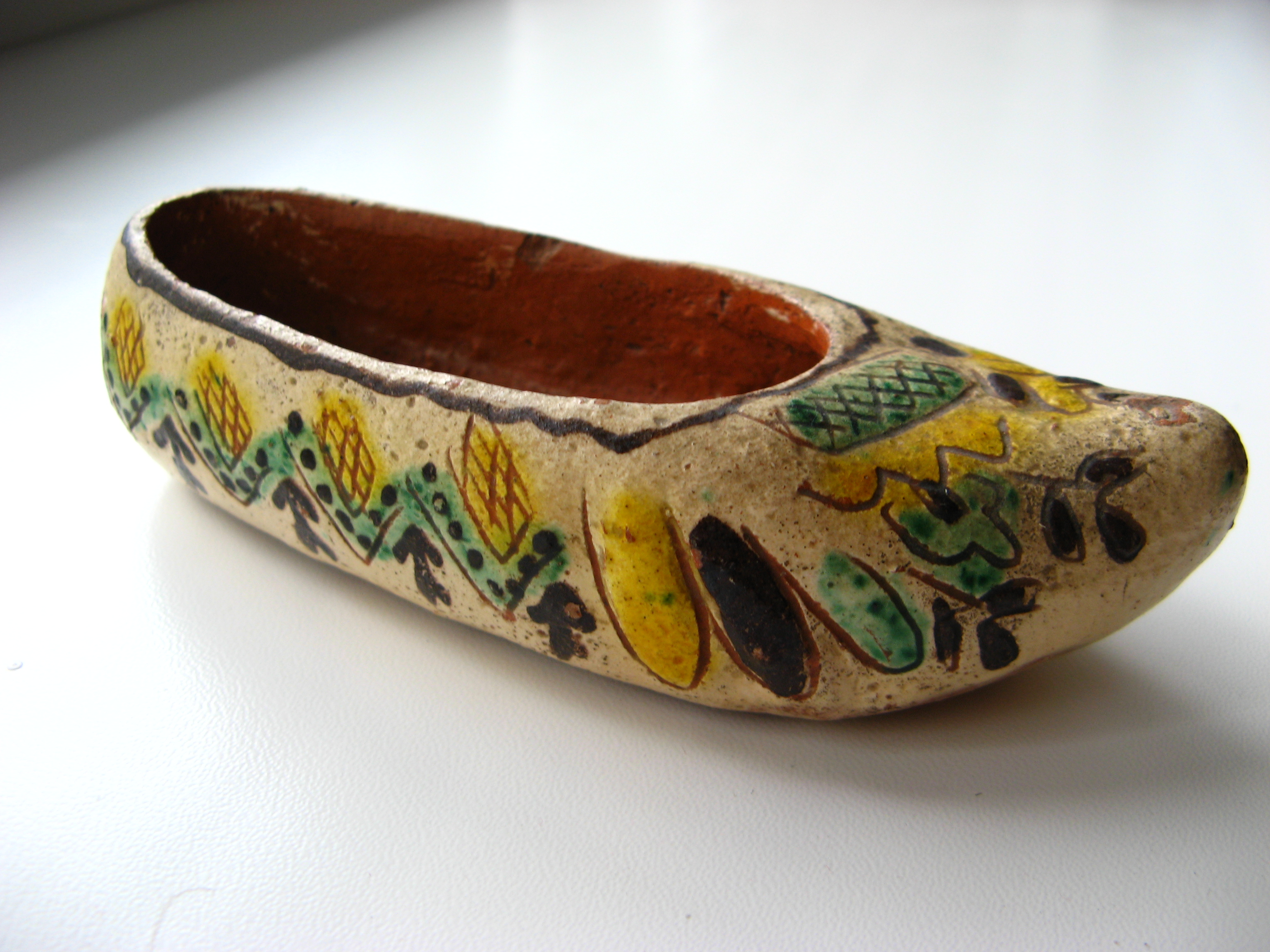
Сувенірний ходак-постолик (кінець 1960-х років)
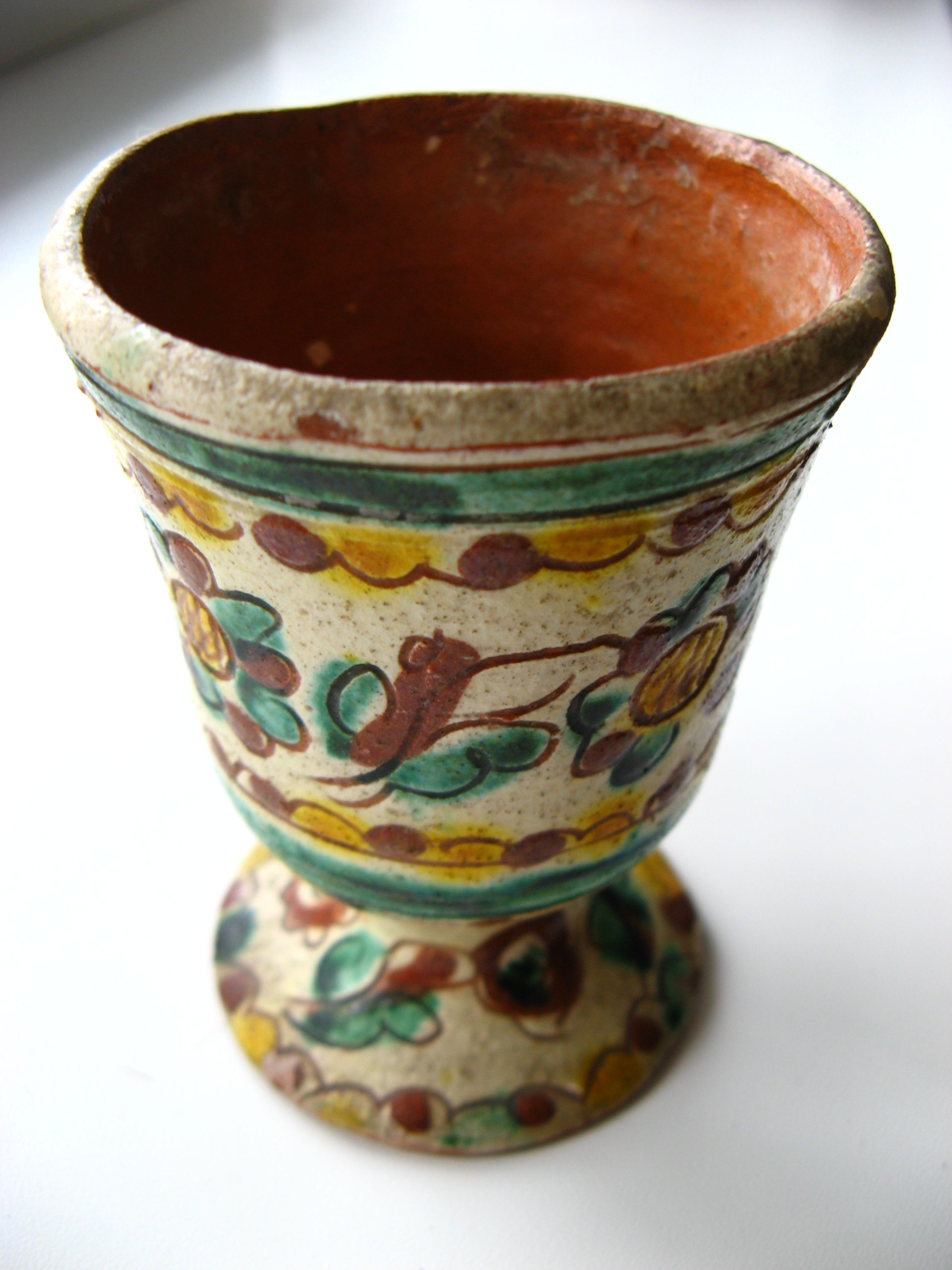
Вазочка-келишок (кінець 1960-х років)
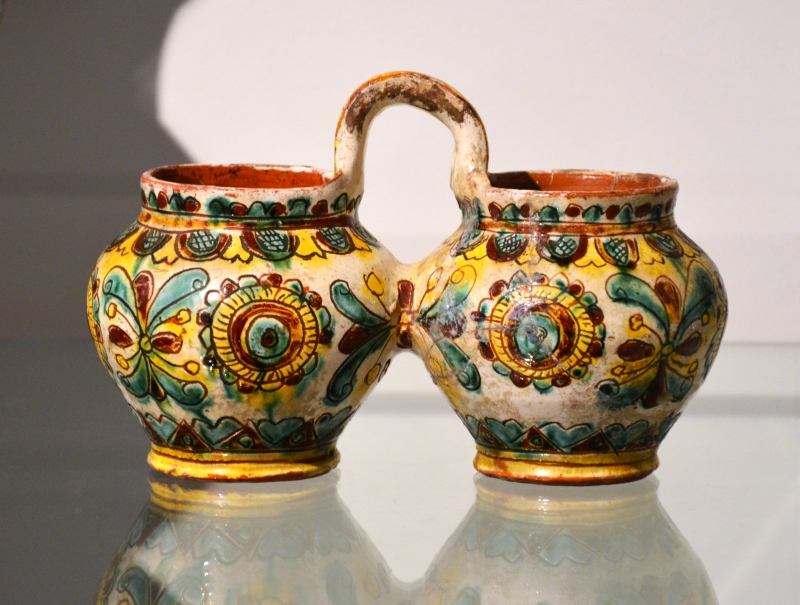
Зібрання української кераміки ХІХ ст. музею міста Санок у Польщі
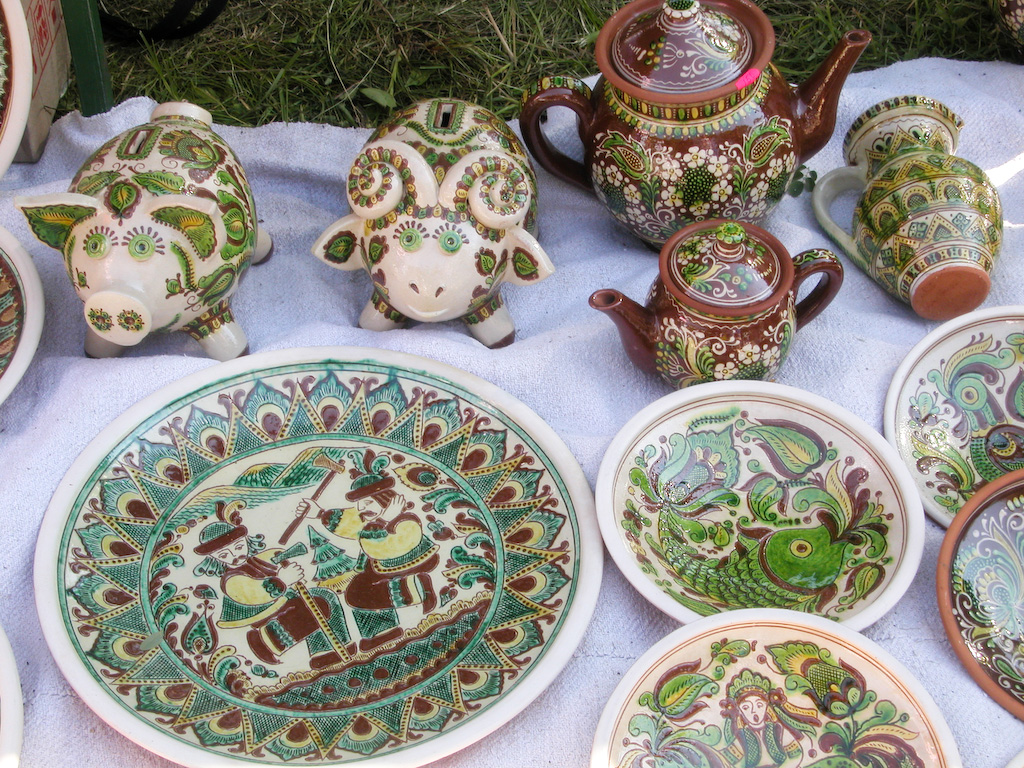
Косівська кераміка. 2007 рік
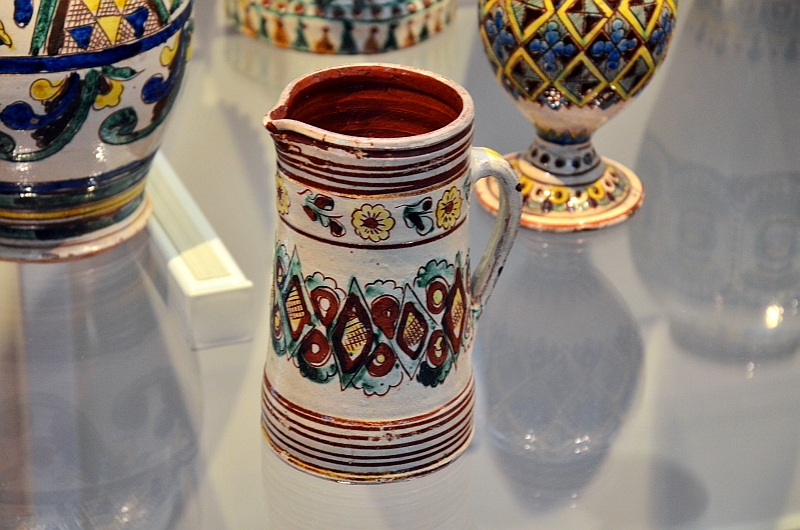
Зібрання покутської кераміки ХІХ ст. музею міста Сянок